# Позднякова Софія Станіславівна
Софія Станіславівна Позднякова (рос. София Станиславовна Позднякова; нар. 17 червня 1997 року, Новосибірськ, Росія) — російська фехтувальниця на шаблях, дворазова олімпійська чемпіонка 2020 року, дворазова чемпіонка світу та Європи.

## Біографія
Народилася 17 червня 1997 року в Новосибірську. Її батько Станіслав Поздняков — відомий у минулому фехтувальник на шаблях, чотириразовий олімпійський чемпіон, з 2018 року президент Олімпійського комітету Росії.
У першому сезоні в основному складі збірної зуміла виграти срібну медаль разом з командою на Чемпіонаті Європи 2017 року.
Вже наступного року зуміла покращити свій результат, ставши з командою чемпіонкою Європи та віце-чемпіонкою світу. Окрім цього в індивідуальних змаганнях зуміла стати чемпіонкою світу.
У 2019 році зуміла з командою захистити звання чемпіонки Європи, та вперше стати чемпіоною світу.

## Виступи на Олімпіадах
| Олімпіада  | Дисципліна          | Місце |
| ---------- | ------------------- | ----- |
| Токіо 2020 | індивідуальна шабля | 1     |
| Токіо 2020 | командна шабля      | 1     |